# Hypospila tamsi
Hypospila tamsi là một loài bướm đêm trong họ Noctuidae.